# Arthroleptis phrynoides
Arthroleptis phrynoides es una especie de anfibios de la familia Arthroleptidae.
Es endémica de la República Democrática del Congo.
Su hábitat natural son los bosques tropicales o subtropicales secos y a baja altitud.